# Edmond Tamiz
Edmond Tamiz est un acteur et metteur en scène français né Edmond Tahmizdjian le 6 mars 1923 dans le 14e arrondissement de Paris et mort le 17 juillet 1999 à Agen.

## Biographie
Né en 1923, Edmond Tamiz est un ancien élève de Charles Dullin, un metteur en scène qui a marqué le théâtre populaire en France : « Si Œdipe ne plaît pas au public, c'est Œdipe qui a tort » affirmait ce Charles Dullin. Edmond Tamiz se fait ensuite connaître comme acteur à La Rose rouge à la fin des années 1940 et début des années 1950, dans le quartier Saint-Germain-des-Prés, dans des spectacles entre music-hall et théâtre,, et, en parallèle, au cinéma.
En tant que metteur en scène, Edmond Tamiz exerce en particulier au Théâtre Récamier au début des années 1960, jusqu'en 1964,. Puis il intervient sur des pièces du répertoire classique en province (Le Barbier de Séville au Théâtre des Célestins à Lyon ; Arlequin serviteur de deux maîtres de Goldoni, pour la Comédie de Saint-Étienne, etc. ). Il contribue à faire de Carlo Goldoni, longtemps méconnu en France, un des auteurs de référence du théâtre populaire,. En 1966, il met en scène une pièce de théâtre de boulevard au Théâtre Antoine, Vacances pour Jessica, puis reprend la mise en scène de pièces du répertoire classique. Il est un moment évoqué pour diriger la comédie de Saint-Étienne, début 1967.

## Filmographie

### Cinéma
- 1949 : Le Parfum de la dame en noir (du roman de Gaston Leroux) de Louis Daquin : comme Tamiz
- 1950 : Un certain monsieur de Yves Ciampi
- 1951 : Terreur en Oklahoma d'André Heinrich
- 1951 : La Rose rouge de Marcello Pagliero : M. Garone
- 1952 : Le Jugement de Dieu de Raymond Bernard : Un conseiller du bourgmestre
- 1953 : Lettre ouverte d'Alex Joffé : Un locataire
- 1954 : Les Hommes ne pensent qu'à ça d'Yves Robert : Casanova/Landru/Un amoureux/Un marcheur
- 1958 : Vertiges de J.K. Raymond-Millet et Monique Raymond-Millet (court métrage)
- 1958 : La Joconde : Histoire d'une obsession d'Henri Gruel
- 1958 : En bordée de Pierre Chevalier
- 1958 : Et ta sœur de Maurice Delbez : Un collaborateur à la télévision
- 1959 : Le Bossu (du roman de Paul Féval) d'André Hunebelle : un gitan
- 1960 : Le Capitan de André Hunebelle
- 1962 : Le Masque de fer d'Henri Decoin
- 1965 : Pleins feux sur Stanislas de Jean-Charles Dudrumet : Nikita/Vladimir
- 1965 : Piège pour Cendrillon (du roman de Sébastien Japrisot)  d'André Cayatte : Le valet de chambre

### Télévision
- 1956-1959 : En votre âme et conscience, émission de télévision réalisée par Jean Prat
  - 1956 : - Épisode "L'Affaire Latour"
  - 1959 : - Épisode "L'Affaire Borras"
- 1960 : Cyrano de Bergerac (de la pièce de Edmond Rostand), téléfilm de Claude Barma : Le tire-laine/Le sixième cadet
- 1962 : Le Théâtre de la jeunesse : Gargantua d'après François Rabelais, téléfilm de Pierre Badel : Touquedillon
- 1963 : Le Chemin de Damas (de la pièce de Marcel Haedrich), téléfilm de Yves-André Hubert : Le premier chef
- 1966 : La Fausse Suivante ou le Fourbe puni de Marivaux, réalisation Jean-Paul Sassy : Trivelin
- 1973 : Le Double Assassinat de la rue Morgue (de la Nouvelle de Edgar Allan Poe), téléfilm de Jacques Nahum : L'épicier Montani
- 1973 : Molière pour rire et pour pleurer, feuilleton télévisé de Marcel Camus : Fiorelli

## Théâtre

### Comédien
- 1948 : L'Etranger au théâtre d'André Roussin, mise en scène Yves Robert, La Rose Rouge
- 1949 : Exercices de style de Raymond Queneau, mise en scène Yves Robert, La Rose Rouge
- 1949 : Les Gaietés de l'escadron de Georges Courteline, mise en scène Jean-Pierre Grenier, Théâtre de la Renaissance
- 1951 : La Tragédie optimiste de Vsevolod Vichnievski, mise en scène Clément Harari, Théâtre Verlaine
- 1952 : Méfie-toi, Giacomino d'après Luigi Pirandello, mise en scène Jacques Mauclair, Théâtre de Babylone
- 1952 : Spartacus de Max Aldebert, mise en scène Jean-Marie Serreau, Théâtre de Babylone
- 1952 : La Jarre de Luigi Pirandello, mise en scène Jacques Mauclair, Théâtre de Babylone
- 1953 : Médée de Jean Anouilh, mise en scène André Barsacq, Théâtre de l'Atelier
- 1953 : Zamore de Georges Neveux, mise en scène André Barsacq, Théâtre de l'Atelier
- 1957 : Les Coréens de Michel Vinaver, mise en scène Jean-Marie Serreau, Théâtre de l'Alliance française
- 1957 : La Petite Femme de Loth de Tristan Bernard, mise en scène Georges Vitaly, Théâtre La Bruyère
- 1957 : La Réunion de famille, mise en scène Maurice Guillaud, Théâtre de l'Œuvre
- 1957 : Cléo de Paris, mise en scène Pierre Valde, Théâtre de l'Œuvre
- 1957 : Les Taureaux de Alexandre Arnoux, mise en scène Georges Vitaly, Théâtre La Bruyère
- 1958 : Le Ouallou de Jacques Audiberti, mise en scène Georges Vitaly, Théâtre La Bruyère
- 1959 : Les Possédés d'après Fiodor Dostoïevski, mise en scène Albert Camus, Théâtre Antoine
- 1961 : Arlequin valet de deux maîtres de Carlo Goldoni, mise en scène Edmond Tamiz, Théâtre Récamier
- 1964 : Jacques le fataliste de Henry Mary d'après Diderot, mise en scène Edmond Tamiz, Théâtre Récamier
- 1968 : Les Fourberies de Scapin de Molière, mise en scène Edmond Tamiz, Festival de la Cité de Carcassonne, Festival de Collioure, Théâtre du Midi, Théâtre municipal de Sète
- 1984 : Le Chevalier à la rose de Hugo von Hofmannsthal, mise en scène Jean-Louis Thamin, Théâtre de la ville, Nouveau théâtre de Nice
- 1987 : Le sourire est sous la pluie de Jean Fondone, mise en scène José Valverde, Théâtre Essaïon

### Metteur en scène
- 1961 : Arlequin valet de deux maîtres de Carlo Goldoni, Théâtre Récamier
- 1964 : Jacques le fataliste de Henry Mary d'après Diderot, Théâtre Récamier
- 1965 : Les Fourberies de Scapin de Molière, Hôtel de Béthune-Sully
- 1965 : Le Barbier de Séville de Beaumarchais, Théâtre des Célestins Lyon
- 1966 : Vacances pour Jessica d'après Carolyn Grenn, Théâtre Antoine[11]
- 1966 : L'éventail de Carlo Goldoni en tournée
- 1967 : Racines de Arnold Wesker, Comédie de Bourges
- 1967 : Le Revizor de Nicolas Gogol, Théâtre de l'Est parisien
- 1971 : Les Estivants de Maxime Gorki, Maison de la Culture de Rennes, Grand théâtre d'Angers
- 1977 : Un loup à cinq pattes de Raymond Gerbal,  Théâtre 71